# Wei Yingwu
Wei Yingwu (Cinese tradizionale:韋應物; Cinese semplificato: 韦应物; pinyin: Wéi Yìngwù) (737 – 792) è stato un poeta cinese, vissuto durante la dinastia Tang.
Dodici sue poesie sono state incluse nell'antologia Trecento poesie Tang, compilata da Sun Zhu nel 1763, al tempo della dinastia Qing.

## Generalità
Wei Yingwu nacque nel 737 (al tempo dell'imperatore Xuan Zong) nei pressi di Chang'an, la capitale occidentale, da una famiglia molto importante: il padre, Wei T'ing, e prima di lui il nonno Wei Shih-chia, aveva ricoperto il ruolo di Grande Cancelliere.

## Carriera ufficiale
Ancora adolescente, nel 751, fu investito di incarichi a corte, che dovette interrompere nel corso della ribellione di An Lushan, che si sviluppò quattro anni più tardi: quando infatti Chang'an passò in mano alle truppe ribelli, la famiglia Wei si spostò a Wukung, fino a quando le forze imperiali non riuscirono a riconquistare la capitale, nel 757.
Nel frattempo Yingwu si era sposato con una sedicenne di nome Yuan P'ing.
Riacquisito il potere da parte dell'Impero, Wei fu mandato come assistente presso Hoyang, fino a quando Luoyang non fu conquistata da forze ribelli nel 759.
Tornò allora con la moglie a Chang'an.
In seguito alla riconquista di Luoyang, nel 763, gli venne lì assegnato l'incarico di vice-magistrato.
Chiese le dimissioni due anni più tardi, a causa di un rimprovero da parte dei suoi superiori circa una pena da lui assegnata. Non potendo così mantenere la moglie e le due figlie, condusse per anni una vita monastica presso un monastero Buddhista nella periferia della città. Solo nel 769 ebbe finalmente l'occasione di spostarsi, probabilmente grazie all'aiuto di un amico, per poi ritornare nella primavera dell'anno successivo a Luoyang, per via dell'assegnazione di un nuovo incarico ufficiale: capo amministratore della Guarnigione nello Honan.
Si ritirò in breve anche da quest'impiego, e nel 773 tornò a Chang'an, dove l'amico Li Huan, capo magistrato della capitale, gli aveva promesso un lavoro.
Divenne infatti magistrato nel Kaoling, a nord di Chang'an. Tre anni più tardi sua moglie morì, e Li Huan provvedette a spostarlo prima a Huhsien e poi a Leyang, ad est della capitale.
A seguito di un'accusa (e relativa condanna) ai danni di Li, Wei perse il suo lavoro presso Leyang e fu più volte spostato, dal 782 alla sua morte, in veste di magistrato in varie città.

## Fortuna letteraria
La prima edizione databile delle opere di Wei Yingwu fu redatta da Wang Ch'in-Ch'en, nel 1056 (dinastia Song), cui diede il nome di Wei-su-chou-chi, "Opere di Wei di Suchou"; la precedente tradizione era stata probabilmente effettuata da parenti.
Venti anni più tardi, nel 1076, l'allora magistrato di Suchou, Han To, decise di rendere omaggio a questo poeta stampando la sua antologia.